# Pelagonema simplex
Pelagonema simplex är en rundmaskart som beskrevs av Nathan Augustus Cobb 1894. Pelagonema simplex ingår i släktet Pelagonema och familjen Oncholaimidae. Arten är reproducerande i Sverige. Inga underarter finns listade i Catalogue of Life.